# Metzengerstein
Metzengerstein (Metzengerstein: A Tale In Imitation of the German) è stato il primo racconto dello scrittore e poeta statunitense Edgar Allan Poe ad esser dato alle stampe. Fu pubblicato la prima volta a Filadelfia sul Saturday Courier nel 1832. Il racconto segue numerose convenzioni della narrativa di stampo gotico; in quanto poi si descrive un orfano cresciuto in una famiglia aristocratica, viene anche suggerita una qualche connessione autobiografica con l'autore.
Si narra del giovane Frederick, l'ultimo membro della famiglia Metzengerstein, che porta avanti una lunga faida con la famiglia Berlifitzing. Sospettato di aver provocato un incendio che ha ucciso il patriarca della famiglia Berlifitzing, Frederick viene punito per la sua crudeltà quando la sua casa prende fuoco e un cavallo (conosciuto precedentemente) lo trascina dentro, fra le fiamme.

## Trama
La storia si svolge in Ungheria tra le famiglie rivali dei Metzengerstein e dei Berlifitzing. Il narratore parla di una vecchia profezia che attribuisce a un cavallo il potere di porre fine alla faida.
Frederick, il giovane barone dei Metzengerstein, rimasto orfano eredita il patrimonio di famiglia, e comincia a dimostrare un comportamento crudele e dissoluto. Pochi giorni dopo la successione, il baronetto si trova a fissare un arazzo di famiglia raffigurante una battaglia tra le due casate, nella quale un membro dei Metzengerstein uccide un Berlifitzing, che si trova riverso accanto al suo cavallo. Il giovane rimane colpito e rapito dalla figura di questo cavallo gigantesco e di colore innaturale, che pare avere una vitalità propria. La contemplazione viene interrotta da voci provenienti dall'esterno: la stalla della famiglia rivale prende fuoco uccidendo il patriarca William Von Berlifitzing. 
Uscito all'esterno, Frederick incontra dei paggi che cercano di calmare uno spaventoso cavallo, del tutto simile a quello dell'arazzo. L'animale mostra le lettere WVB marchiate in fronte, iniziali del patriarca deceduto, ma nessuno della famiglia rivale ne rivendica la proprietà.
Il barone Metzengerstein rimane incantato dalla bestia irrequieta e decide di provare a cavalcarla. Da quel giorno il giovane appare ossessionato dal cavallo, e comincia a disinteressarsi a tutto il resto, trascorrendo la maggior parte del tempo a cavalcare, col giorno o con la notte, col sereno o con il cattivo tempo. Una notte di tempesta, destatosi da un greve sonno, il barone salta in groppa al suo cavallo e si addentra nella foresta. Nel frattempo il Palazzo Metzengerstein prende fuoco, e il cavallo di ritorno dalla cavalcata, non rispondendo più agli ordini del giovane barone galoppa verso il Palazzo gettandosi in mezzo alle fiamme assieme al barone. Dopo di ciò, la tempesta si placa mentre la grande fiamma, fluttuando alta nell'aria placata, avvolge tutto il Palazzo e poco dopo dai bastioni si alza una colossale nuvola di fumo che assume le sembianze di un cavallo.

## Adattamenti
Metzengerstein è stato prodotto in un episodio del film del 1968 Tre passi nel delirio, diretto da Roger Vadim.
Il compositore rumeno Joan Balan ha scritto una composizione per pianoforte nel 1934 basata sulla storia, chiamata Das Feuerpferd.